# Aldo Montano (1910–1996)
Aldo Montano (ur. 23 listopada 1910 w Livorno, zm. 2 września 1996 tamże) – włoski szablista, dwukrotny srebrny medalista olimpijski i wielokrotny medalista mistrzostw świata.
Na igrzyskach olimpijskich w Berlinie w 1936 roku wspólnie z Giulio Gaudinim, Gustavo Marzim, Aldo Masciottą, Vincenzo Pintonem i Athosem Tanzinim zdobył drużynowo srebrny medal. W rywalizacji indywidualnej nie startował. Po II wojnie światowej wystąpił na igrzyskach olimpijskich w Londynie w 1948 roku, gdzie Włosi w składzie: Vincenzo Pinton, Gastone Darè, Carlo Turcato, Mauro Racca, Aldo Montano i Renzo Nostini wywalczyli drużynowo kolejny srebrny medal. W zawodach indywidualnych ponownie nie startował.
Podczas mistrzostw świata w Warszawie w 1934 roku razem z kolegami z reprezentacji zdobył srebrny medal w szabli drużynowej. W tej samej konkurencji zdobywał następnie złote medale na mistrzostwach świata w Pieszczanach (1938), mistrzostwach świata w Lizbonie (1947) i mistrzostwach świata w Monte Carlo (1950) oraz srebrne na mistrzostwach świata w Lozannie (1935) i mistrzostwach świata w Paryżu (1937). Ponadto wywalczył dwa złote medale w turniejach indywidualnych: na MŚ 1938 i MŚ 1947.
Był ojcem Mario Aldo, stryjem Carlo, Mario Tullio i Tommaso oraz dziadkiem Aldo. 